# Padornelo (Zamora)
Padornelo es una localidad española del municipio de Lubián, en la provincia de Zamora.

## Topónimo
Puede ponerse en relación con el muy estudiado topónimo Padrón, variante de Pedrón, tal vez influida por padre, y cuyo significado debe de ser coincidente: piedra delimitadora, mojón, miliario, menhir, y –en algún caso- roca natural destacada. En el contexto de este pueblo, la famosa Portilla, es decir “puerto”, que ataja allí la sierra dando paso a la “malísima vereda de Benavente a Orense” (Madoz), habrá sido desde época protohistórica un lugar de deslinde. De ahí que quepa inclinarse por la interpretación arqueológica del nombre de lugar, como alusión a una piedra de delimitación jurisdiccional, probablemente antiquísima.

## Contexto geográfico

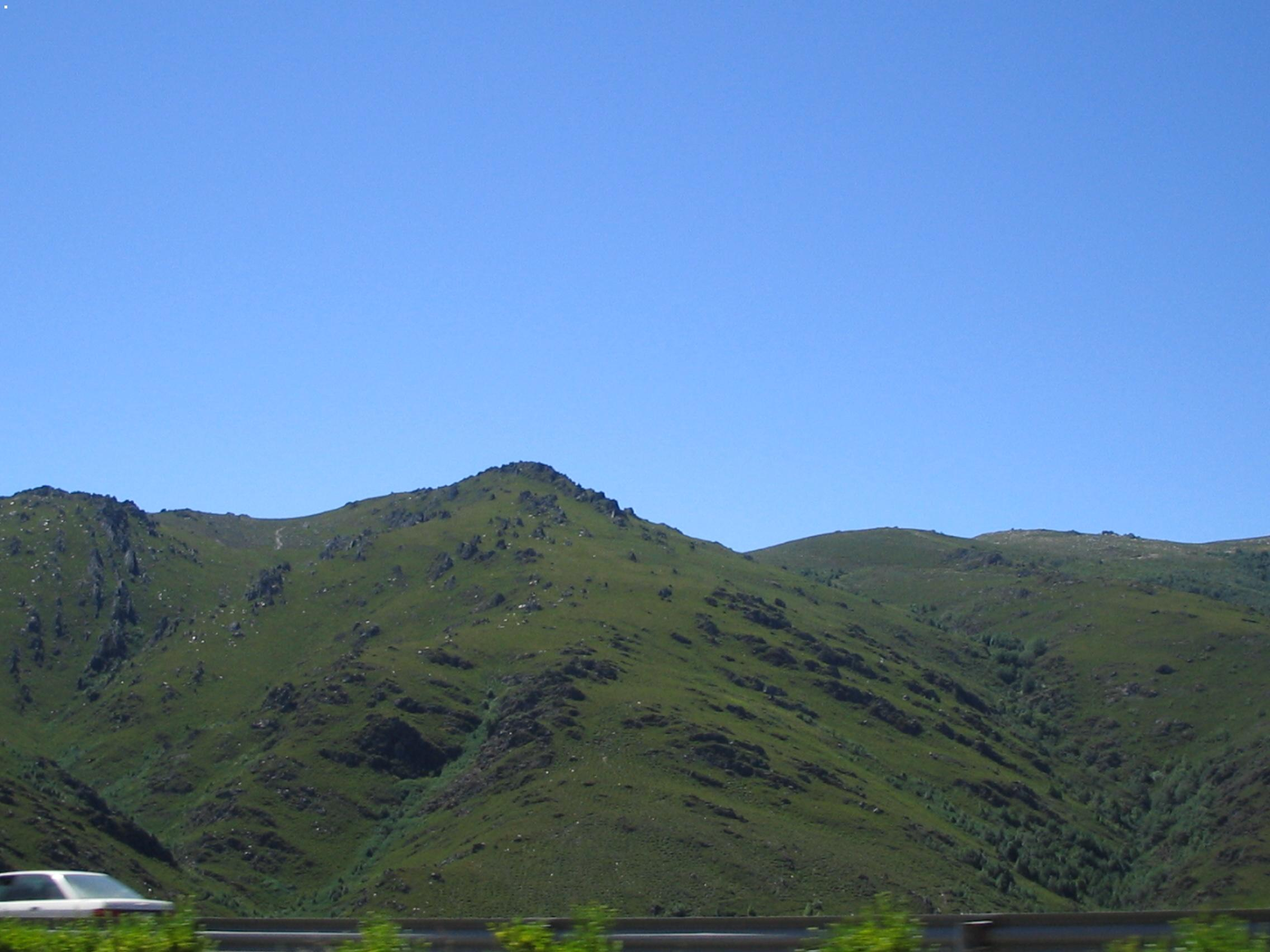
Portilla del Padornelo, situada a 1360 m.

Es un pueblo de la provincia de Zamora situado en la comarca de Sanabria, y dentro de ella en la considerada Alta Sanabria. Está situado al oeste del puerto que lleva su mismo nombre (Portilla del Padornelo, situada a 1360 m), entre las montañas de la sierra Gamoneda y la sierra Segundera, de los montes de León.
El pueblo tiene clima de montaña, con veranos suaves, primaveras y otoños húmedos e inviernos duros y fríos, pudiendo la temperatura bajar de los -10 °C.

## Historia
Durante la Edad Media Padornelo quedó integrado en el Reino de León, cuyos monarcas habrían acometido la repoblación de la localidad dentro del proceso repoblador llevado a cabo en Sanabria. Tras la independencia de Portugal del reino leonés en 1143 Padornelo habría sufrido por su situación geográfica los conflictos entre los reinos leonés y portugués por el control de la frontera, quedando estabilizada la situación a inicios del siglo XIII.
Posteriormente, en la Edad Moderna, Padornelo fue una de las localidades que se integraron en la provincia de las Tierras del Conde de Benavente y dentro de esta en la receptoría de Sanabria. No obstante, al reestructurarse las provincias y crearse las actuales en 1833, la localidad pasó a formar parte de la provincia de Zamora, dentro de la Región Leonesa, quedando integrado en 1834 en el partido judicial de Puebla de Sanabria.
Finalmente, en torno a 1850, el antiguo municipio de Padornelo se integró en el de Lubián.

## Patrimonio lingüístico
Padornelo es una de las pocas localidades bilingües de la provincia de Zamora, ya que sus habitantes utilizan habitualmente el idioma español y el gallego.

## Demografía
Su ubicación, a 1.325 m s. n. m., ha llevado a que sus edificios se distingan por un carácter recio y sobrio (tejados de pizarra y muros gruesos de granito, sostenidos con gruesas vigas de roble), con los que combatir las inclemencias climáticas a las que se ve sometido en invierno. Las nevadas invernales pueden ser muy intensas (la nieve puede llegar a superar 1,5 m de espesor o acumularse en grandes montones por efecto de ventiscas), pudiendo aplastar arbustos y árboles pequeños, romper ramas o cubrir muros y calles enteras.
De entre sus edificios, algunos en ruinas, destaca sobre los demás su iglesia, en especial su espadaña.
Muy cerca del pueblo se encuentra una chimenea de ventilación de 240 m de profundidad que comunica el exterior con el túnel ferroviario de Padornelo (aún conocido en algunas zonas de la comarca como "Túnel 12").